# Johann Friedrich von Cochenhausen
Johann Friedrich von Cochenhausen (* 11. Juli 1728 in Stralsund; † 10. September 1793 in Dünkirchen, Frankreich) war ein hessischer Generalmajor und ein Ritter des Ordens Pour la vertu militaire.

## Leben
Johann Friedrich von Cochenhausen war der Sohn des Gottfried von Cochenhausen. Er erhielt eine sorgfältige Erziehung, besuchte kurze Zeit die Universität Greifswald und trat dann unter König Friedrich von Schweden, der zugleich Landgraf von Hessen-Cassel war und ihn als Page mit nach Cassel genommen hatte, 18 Jahre alt, in hessische Dienste. Am 13. Mai 1746 wurde er zum Fähnrich ernannt und ging mit dem in englischen Sold getretenen Korps nach Schottland, um den Prätendenten Carl Eduard Stuart zu bekämpfen. Am 24. Mai 1752 wurde er zum Leutnant, am 1. Juli 1758 zum Kapitän und am 14. Januar 1762 zum Major befördert.
Er machte sämtliche Feldzüge der alliierten Armee unter Herzog Ferdinand von Braunschweig mit. In der Schlacht bei Hastenbeck am 26. Juli 1757 wurde er schwer verwundet. Am 30. Mai 1766 avancierte er zum Oberstleutnant.
Er befand sich bei dem Hessischen Korps das 1776 in englischem Sold kam und nach Amerika geschickt wurde. Er wurde Generalquartiermeister im Stab unter Knyphaussen. Er nahm so an der Seite Englands im Amerikanischen Unabhängigkeitskrieg gegen dessen abtrünnige Kolonien unter George Washington teil.
Am 21. Dezember wurde er zum Obersten befördert und am 18. Januar 1781 erhielt er den Orden Pour la vertu militaire. Nach seiner Rückkehr mit den hessischen Truppen 1784 garnisonierte er in Eschwege und wurde am 28. Mai 1791 zum Generalmajor befördert; auch war er Kommandeur des Regiments „Erbprinz“.
Während des Feldzugs 1792 in der Champagne gegen Napoleon Bonaparte kommandierte er die im Land verbliebenen Truppen, führte bei der Erstürmung von Frankfurt am 2. Dezember 1792 eine Brigade, und es gelang ihm, die französischen Truppen zwischen Frankfurt und der Stadt Bockenheim zu stellen und ihr eine empfindliche Schlappe beizubringen.
In der Schlacht bei Hondschoten am 8. September 1793 wurde er tödlich verwundet, indem ihm durch einen Kartätschenschuss beide Beine zerschmettert wurden. Er geriet bei weiterem Rückzug in französische Gefangenschaft und starb zwei Tage später in Dünkirchen, wo er von den Franzosen mit allen Ehren beerdigt wurde.

## Familie
Er heiratete am 22. Februar 1762 Dorothea von Oberg (* 20. April 1736; † 15. April 1807) aus dem Hause Duttenstedt, einer sehr vornehmen braunschweigischen Familie, welche 1803 in den preußischen Grafenstand erhoben wurde.
Sein Sohn war Christian Friedrich von Cochenhausen (1769–1839), der ebenfalls als Kommandeur und Generalleutnant in kurhessischen Diensten stand. Seine Tochter Christine (1775–1807) war die Mutter des Berliner Generalpolizeidirektors Karl Ludwig Friedrich von Hinckeldey (1805–1856).
Sein älterer Bruder war Christoph Gottfried von Cochenhausen (1710–1757), preußischer Landrat des Kreises Leobschütz.